# Polieno de Lámpsaco
Polieno de Lámpsaco (en griego: Πoλύαινoς Λαμψακηνός, Polyainos Lampsakēnos; c. 340 - c. 285 a. C.), fue un matemático griego antiguo y seguidor de Epicuro.

## Vida
Era hijo de Atenodoro. Su amistad con Epicuro comenzó después de la fuga de este último de Mitilene en 307 o 306 a. C. cuando abrió una escuela filosófica en Lámpsaco asociándose con otros ciudadanos de la ciudad, como Pitocles, Colotes e Idomeneus. Con estos conciudadanos se trasladó a Atenas, donde fundaron una escuela de filosofía con Epicuro como jefe o hegemón, mientras que Polieno, Hermarco y Metrodoro eran kathegemones.
Hombre "benigno y amable", como se le refiere Filodemo de Gadara, recibió un respeto benévolo no sólo de los epicúreos, sino también de sus oponentes filosóficos, incluidos los estoicos. Según el testimonio de Cicerón, Polieno se interesó por las matemáticas pero luego adoptó el sistema filosófico epicúreo plenamente, con el que se comprometió a la teoría de las partes mínimas; y ahora sostenía con Epicuro la inutilidad de la geometría. Pero al menos se puede dudar de esta afirmación, ya que es seguro que Polieno escribió una obra matemática llamada Aporía (en griego: Aπoριαι) en el que se mantiene la validez de la geometría donde la contrastó con los Elementos de Euclides.
Fue contra este tratado que otro epicúreo, Demetrio de Lacón, escribió Cuestiones no resueltas de Polieno (en griego: Πρὸς τὰς Πoλυαίνoυ ἀπoρίας) en el siglo II a. C. Al igual que a Epicuro, parece que se le han asignado un número considerable de obras espurias; uno de ellos fue Contra los oradores, cuya autenticidad fue atacada tanto por Zenón de Sidón como por su alumno Filodemo de Gadara.

Es incierta la atribución a él de un fragmento donde Polieno expresa conmovedor afecto familiar por la pequeña Apia, hija de Metrodoro:
«Pitocles, Hermarco y Ctesipo y yo llegamos sanos a Lámpsaco y allí encontramos sanos a Temista y a los demás amigos. Te irá bien si tú también estás bien y tu madre también y obedeces a tu padre y a la matrona en todo como antes; sabes bien, oh Apia, que si yo y los demás te amamos mucho es porque les obedeces en todo».

## Obras
Las obras atribuidas a Polieno incluyen:
- Sobre definiciones
- Sobre la filosofía
- Contra Aristón
- Aporía
- Sobre la Luna
- Contra los oradores
- Sus Cartas recopiladas.